# Высово
Высово (укр. Висове) — село, входит в Тутовичский сельский совет Сарненского района Ровненской области Украины.
Население по переписи 2001 года составляло 432 человека. Почтовый индекс — 34522. Телефонный код — 3655. Код КОАТУУ — 5625487602.

## Местный совет
34522, Ровненская обл., Сарненский р-н, с. Тутовичи, ул. Мира, 14а.